# Reichenspitze
La Reichenspitze est une montagne qui s’élève à 3 303 m d’altitude dans les Alpes de Zillertal, en Autriche.